# Calibishie
Calibishie est une ville de la Dominique, située dans la paroisse de Saint-Andrew.

## Toponymie
Dans la langue arawakienne parlée par la population Kalinago, le mot cali signifie « filet » et le mot bishie signifie « récif », le nom du village peut donc être traduit par « filet de récifs ».